# Frýdek-Místek
Frýdek-Místek (en allemand : Friede(c)k-Mistek ou Friede(c)k-Freiberg ; en polonais : Frydek-Mistek) est une ville de la région de Moravie-Silésie, en Tchéquie, et le chef-lieu du district de Frýdek-Místek. Elle est née le 1er janvier 1943 de la fusion des villes de Frýdek en Silésie et de Místek en Moravie. Sa population s'élevait à 53 938 habitants en 2024.

## Géographie
Frýdek-Místek est arrosée par l’Ostravice, un affluent de l'Oder, et se trouve à 18 km au sud-est d'Ostrava et à 286 km à l'est de Prague.

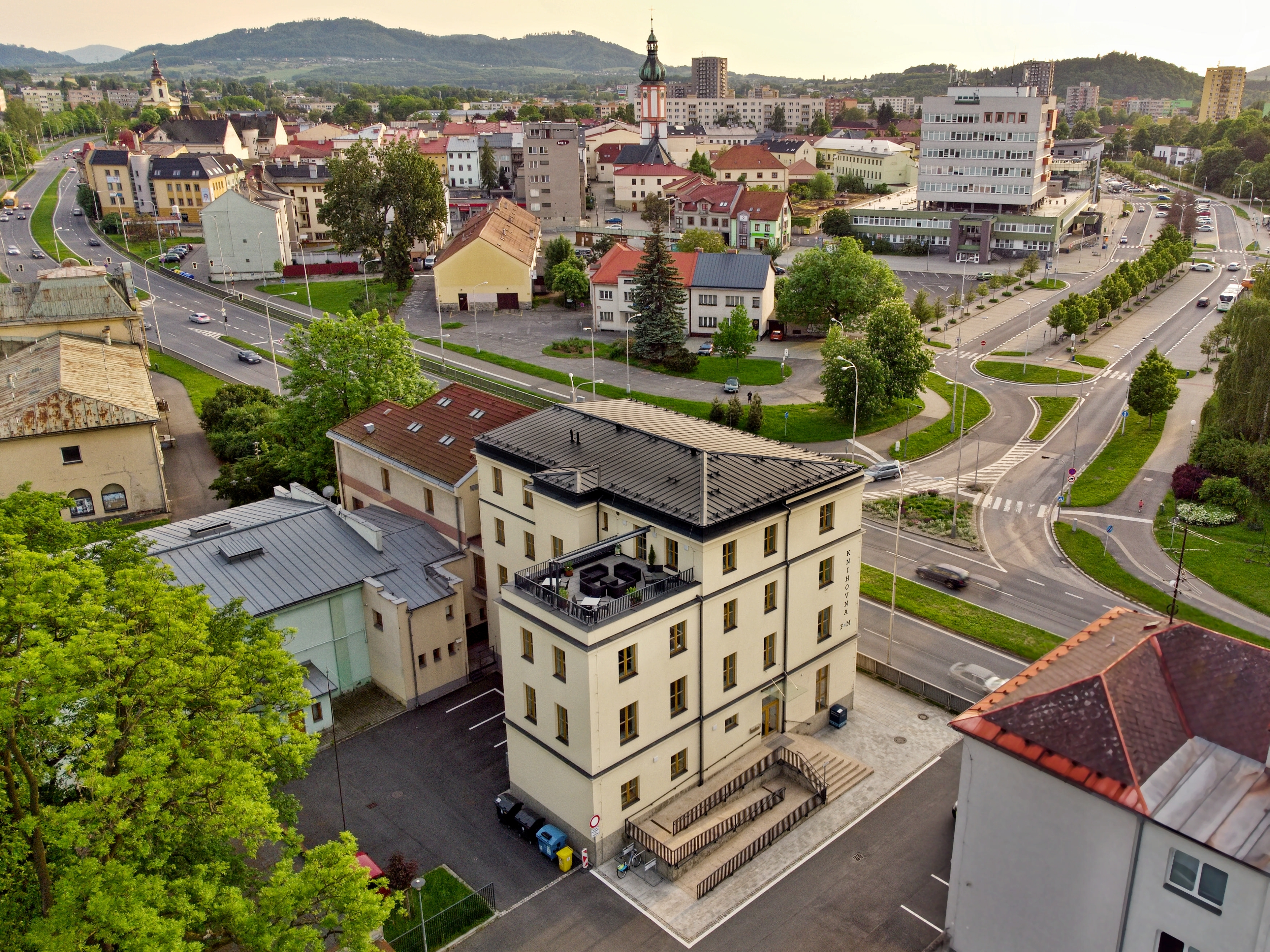
Vue du centre de Frýdek-Místek.

La commune est limitée par Řepiště, Sedliště et Bruzovice au nord, par Dobrá et Staré Město à l'est, par Baška, Palkovice et Hukvaldy au sud, et par Fryčovice, Staříč, Sviadnov, Žabeň et Paskov à l'ouest.

## Histoire

### Frýdek
Des documents mentionnent le bourg de marché de Jamnice (alors appelée Jannuth) en l'an 1305, au pied du château fort homonyme. Frýdeck est construit non loin d'elle quelques années plus tard, en 1327-1333. Au XVe siècle, Frýdek surpasse Jamnice en importance et devient le siège des seigneurs locaux chargés de défendre l'axe commercial qui y passe. En 1573, le bourg passe de la domination des princes de Těšín à celle des frères Georges et Matthias de Lohov pour être ensuite vendu aux comtes de Bruntál de Vrbna. En 1636, il passe sous la férule du comte Georges d'Oppersdorf, dont la veuve Ludovika vend, en 1699, les terres aux comtes Pražma de Bílkov. À la fin du XVIIIe siècle, il passe aux Habsbourg avant de devenir ville-franche en 1869.
Jusqu'en 1918, la ville de Friedek - Frýdek (nom allemand uniquement jusqu'à la fin du XIXe siècle) fait partie de l'empire d'Autriche, puis d'Autriche-Hongrie (Cisleithanie après le compromis de 1867), l'une des trois villes autonomes de la Silésie autrichienne. Le bureau de poste de la gare, créé vers 1880, fut appelé Friedek-Misterk Bahnhof.

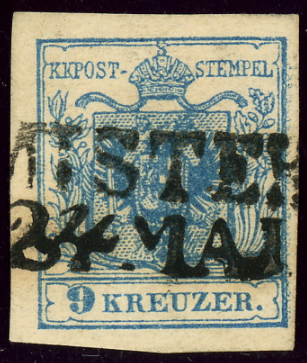
Timbre de l'empire d'Autriche, première émission de 1850, oblitéré « Mistek ».

### Místek
L'ancêtre de Místek est le bourg de marché de Fridberg mentionné pour la première fois dans le testament de l'évêque Bruno de Schauenberg écrit le 29 novembre 1267. Durant les guerres moraves de 1386-1400, la ville est détruite et vendue par ses propriétaires, Lacek et Vok de Kravař à Přemek, prince de Těšín. Puis elle passe aux Piast de Cieszyn.
Jusqu'en 1918, la ville de Místek fait partie de l'empire d'Autriche, puis d'Autriche-Hongrie (Cisleithanie après le compromis de 1867), chef-lieu du district de même nom, l'un des 34 Bezirkshauptmannschaften en Moravie.

## Galerie

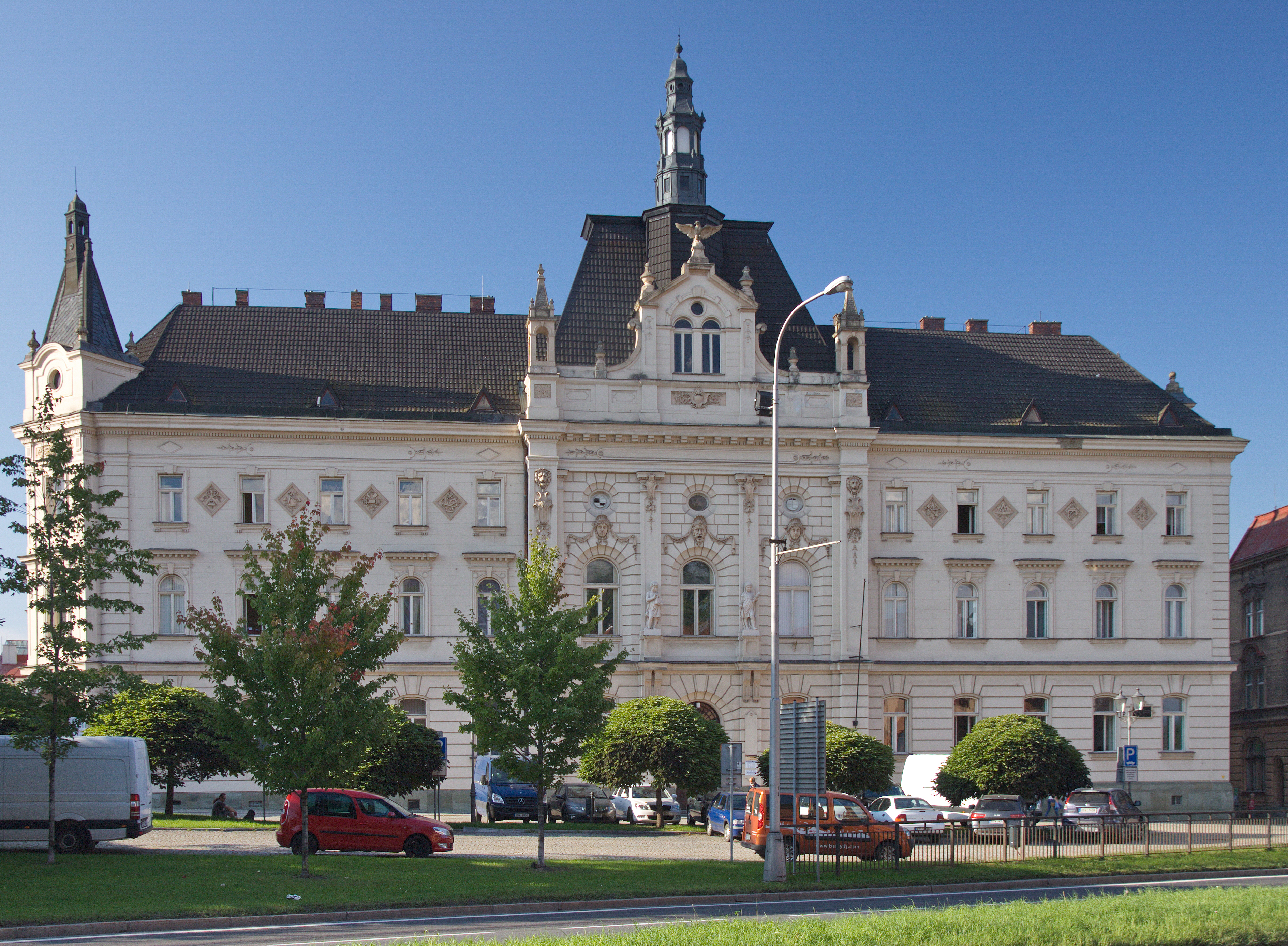
Ancien hôtel de ville de Mistek.
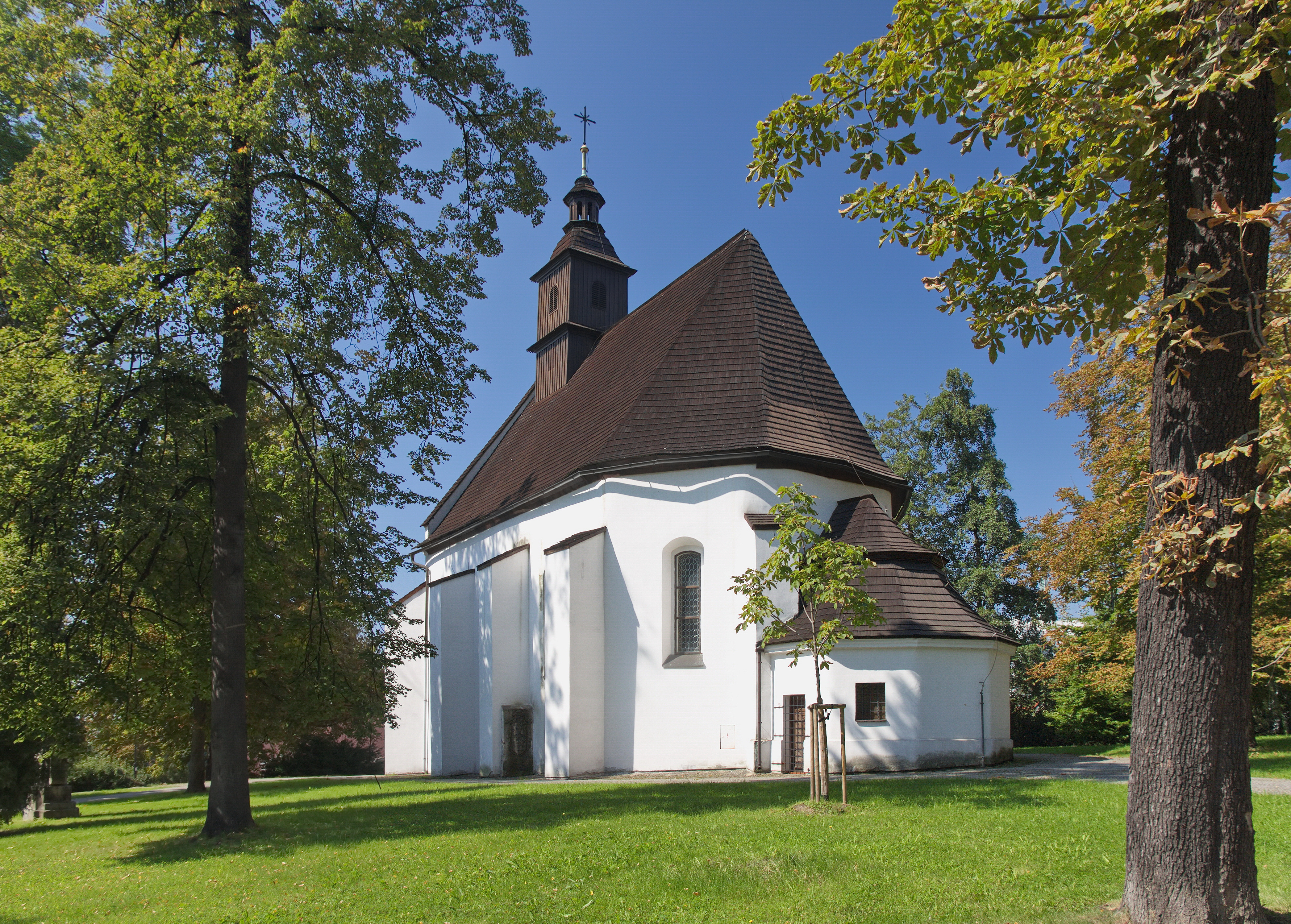
Église Saint-Judoc.

## Population
Recensements ou estimations de la population (population totale des sept quartiers de la commune actuelle) :
| 1869*  | 1880*  | 1890*  | 1900*  | 1910*  | 1921*  |
| ------ | ------ | ------ | ------ | ------ | ------ |
| 13 617 | 14 989 | 17 413 | 20 902 | 22 914 | 22 473 |

| 1930*  | 1950*  | 1961*  | 1970*  | 1980*  | 1991*  |
| ------ | ------ | ------ | ------ | ------ | ------ |
| 26 379 | 27 002 | 31 364 | 42 608 | 55 191 | 63 808 |

| 2001*  | 2011*  | 2015   | 2016   | 2017   | 2018   |
| ------ | ------ | ------ | ------ | ------ | ------ |
| 61 400 | 56 356 | 56 945 | 56 879 | 56 719 | 56 334 |

| 2019   | 2020   | 2021*  | 2022   | 2023   | 2024   |
| ------ | ------ | ------ | ------ | ------ | ------ |
| 55 931 | 55 557 | 53 698 | 53 899 | 54 188 | 53 938 |

## Administration
La commune se compose de sept sections :
- Chlebovice
- Frýdek
- Lískovec
- Lysůvky
- Místek
- Skalice
- Zelinkovice

## Transports
Par la route, Frýdek-Místek se trouve à 30 km de Nový Jičín, à 20 km d'Ostrava et à 353 km de Prague.
La ville est desservie par deux autoroutes :
- Autoroute D48 (R48 jusqu'en 2014) Bělotín – Frýdek-Místek – Český Těšín ;
- Autoroute D56 (R56 jusqu'en 2014) reliant Frýdek-Místek à Ostrava.

## Jumelages
La ville de Frýdek-Místek est jumelée avec :
- Bielsko-Biała (Pologne)
- Mysłowice (Pologne)
- Powiat de Żywiec (Pologne)
- Ourioupinsk (Russie)
- Harelbeke (Belgique)
- Žilina (Slovaquie)

## Personnalités
- Ingeborg Fialová (1961- ), germaniste, y est née
- Tomas Galasek (né en 1973), joueur de football
- Jan Keller (né en 1955), homme politique
- Benno Landsberger (1890-1968), historien
- Guido Masanetz (1914-2015), musicien
- Denise Milani (née en 1976), modèle érotique
- Ondrej Palat (né en 1991), joueur de hockey professionnel LNH
- Emil Paur (1855-1932), musicien
- Martin Říman (né en 1961), homme politique